# Susan George (actrice)
Pour les articles homonymes, voir Susan George.
Susan George, née le 26 juillet 1950 à Londres, est une actrice britannique. Elle est surtout connue pour avoir joué dans des films tels que Les Chiens de paille (1971) avec Dustin Hoffman, Larry le dingue, Mary la garce (1974) avec Peter Fonda, et Mandingo (1975) avec Ken Norton.
Au début des années 1970, George est associé à des rôles plutôt provocateurs, parfois (comme dans Les Chiens de paille) controversés, et devient un personnage type. Le critique de cinéma Leslie Halliwell a résumé sa carrière de manière plutôt laconique : « tête d'affiche britannique, ancienne enfant actrice ; généralement cataloguée comme affriolante ».
Son côté plus comique était apparent dans certaines de ses apparitions à la télévision, comme dans un épisode (Les Pièces d'or) d'Amicalement vôtre (1971) avec Roger Moore et Tony Curtis. En 1988, Susan George devient productrice de films avec Héloïse et Abélard de Clive Donner.

## Biographie
Elle est née à Surbiton, dans le Surrey. Elle est la fille de Billie et Norman George et la sœur de Pamela Anne George. Durant son enfance, elle passe beaucoup ses vacances au camping de Font-y-Gary (en), dans le sud du Pays de Galles. Elle a suivi une formation à l'école de théâtre de Corona (en) et joue la comédie depuis l'âge de quatre ans.
Elle est apparue dans The Dickie Henderson Show en 1962 et a commencé à travailler régulièrement à la télévision dans des émissions telles que ITV Television Playhouse, Swallows and Amazons et Weavers Green.
Au cinéma, elle commenece à tenir de petits rôles dans des films tels que le film de science-fiction avec Boris Karloff La Créature invisible (1967) et la comédie dramatique ouvrière Les Bas Quartiers (1968).

### Célébrité britannique
George joue aux côtés de Michael York dans Chantage à la drogue (1968). Elle joue dans Ces bas noirs me troublent (1969), puis interprète le rôle principal, celui de l'ange, de L'Ange et le Démon en 1969 avec Charles Bronson. Parmi ses autres rôles principaux, citons : Place aux jeunes (1970) avec James Mason, Les Inconnus de Malte (1970) de John Hough, Meurs en hurlant, Marianne (1971) et le giallo La Peur (1971) de Peter Collinson.
Sa percée internationale advient grâce à son interprétation aux côtés de Dustin Hoffman dans Les Chiens de paille (1971), un énorme succès en salles. Le film tourné en Cornouailles provoque la controverse lors de sa sortie en 1971, principalement à cause de la longue séquence du viol envers le personnage interprétée par Susan George qui constitue la scène centrale du film. Les critiques ont accusé le réalisateur Sam Peckinpah d'idéaliser le viol et de s'engager dans un sadisme misogyne. Interrogé lors d'une interview en 2013 sur le travail avec Hoffman et le réalisateur Sam Peckinpah dans Les Chiens de paille, Susan George a déclaré : 
« I had a love-hate relationship with Sam, but he was a brilliant director and a genius of his time. Dustin was a generous actor to work with, who could be intense at times, but had a great personality and an incredibly mischievous sense of humour. Making the film was a fantastic experience and one that I cherish to this day. »
— Susan George

« J'ai eu une relation d'amour-haine avec Sam, mais c'était un réalisateur brillant et un génie de son temps. Dustin était un acteur généreux, parfois intense, mais doté d'une grande personnalité et d'un sens de l'humour incroyablement espiègle. La réalisation du film a été une expérience fantastique que je chéris encore aujourd'hui. »
En 1972, George se rend en Espagne à Almería pour jouer dans le western spaghetti Far West Story, avec Tomás Milián et Telly Savalas. En 1975, elle revient jouer dans le Dorset celle par qui le scandale arrive dans Out of Season aux côtés de Vanessa Redgrave qui joue sa mère et Cliff Robertson qui joue d'abord l'amant de sa mère mais qui va progressivement s'enticher d'elle.

### Période américaine

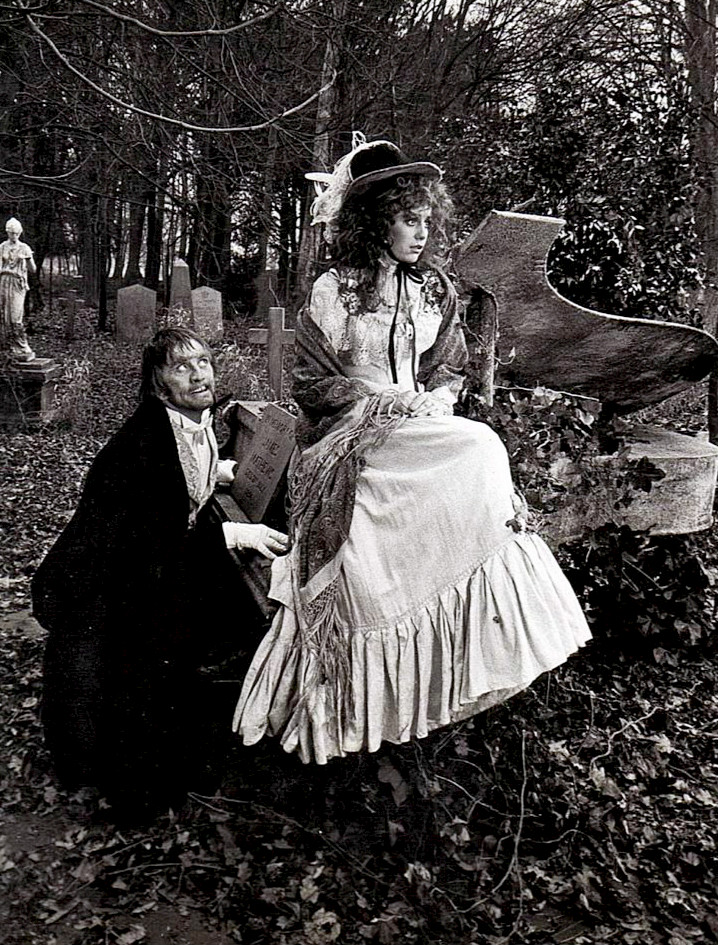
Kirk Douglas et Susan George dans le téléfilm Docteur Jekyll et M. Hyde (1973).

George se voit proposer de jouer Mary dans Larry le dingue, Mary la garce (1974), tourné en Californie par le réalisateur John Hough, qui connaît un grand succès. Le film Mandingo (1975) de Richard Fleischer est également très populaire. Il met en scène Susan George en jeune épouse du planteur esclavagiste Hammond Maxwell dans la Louisiane dans années 1840, qui par jalousie trompe son mari avec un esclave mandingue incarné par Ken Norton.
Les films moins connus sont le film d'action La Vengeance aux tripes (1976), le film de requins tueurs Tintorera (1977) et le mélodrame policier La Rage au cœur (1978).
George est également apparue à la télévision dans L'Implacable Ninja (1981) avec Franco Nero, Venin (1981) avec Klaus Kinski et Oliver Reed, ou dans le film américano-japonais La Maison des spectres (1982).

### Chanteuse et productrice de cinéma
George a également fait de brèves tentatives de carrière musicale. Elle a enregistré un titre en duo avec Jack Jones en 1972, qui est sorti en single et a figuré sur l'un des albums de Jones. En 1976, elle a sorti un single solo, dont elle a également composé la face A et joué de la guitare acoustique.
George est ensuite revenue en Angleterre pour produire le drame historique britannique Héloïse et Abélard (1988), inspiré de la romance médiévale française adaptée dans la pièce Héloïse et Abélard par Roger Vailland en 1947.

## Vie privée
Susan George a été mariée à l'acteur britannique Simon MacCorkindale du 5 octobre 1984 au 14 octobre 2010, date de son décès. Ils n'ont pas eu d'enfants.
Avant son mariage, elle a eu une relation de quatre ans avec le chanteur Jack Jones et, vers 1980, elle a passé quatre autres années en tant que partenaire du gérant de casino Derek Webster.
George élève des chevaux arabes et possède un haras appelé Georgian Arabians.

## Filmographie

### Actrice de cinéma
- 1965 : Cup Fever de David Bracknell
- 1967 : Un cerveau d'un milliard de dollars (Billion Dollar Brain) de Ken Russell
- 1967 : La Créature invisible (The Sorcerers) de Michael Reeves
- 1968 : Chantage à la drogue (The Strange Affair) de David Greene
- 1968 : Les Bas Quartiers (Up the Junction) de Peter Collinson
- 1969 : L'Ange et le Démon (Twinky) de Richard Donner
- 1969 : Ces bas noirs me troublent (All Neat in Black Stockings) de Christopher Morahan
- 1970 : Le Miroir aux espions (The Looking Glass War) de Frank Pierson
- 1970 : Les Inconnus de Malte (Eyewitness) de John Hough
- 1970 : Place aux jeunes (Spring and Port Wine) de Peter Hammond (en)
- 1971 : Les Chiens de paille (Straw Dogs) de Sam Peckinpah
- 1971 : Meurs en hurlant, Marianne (Die Screaming, Marianne) de Pete Walker
- 1971 : La Peur (Fright) de Peter Collinson
- 1972 : Far West Story (La banda J. & S. - Cronaca criminale del Far West) de Sergio Corbucci
- 1974 : Larry le dingue, Mary la garce (Dirty Mary Crazy Larry) de John Hough
- 1975 : Mandingo de Richard Fleischer
- 1975 : Out of Season d'Alan Bridges
- 1976 : La Vengeance aux tripes (A Small Town in Texas) de Jack Starrett
- 1977 : Tintorera de René Cardona Jr.
- 1978 : La Rage au cœur (Tomorrow Never Comes) de Peter Collinson
- 1981 : Venin (Venom) de Piers Haggard
- 1981 : L'Implacable Ninja (Enter the Ninja) de Menahem Golan
- 1982 : La Maison des spectres (The House Where Evil Dwells) de Kevin Connor
- 1982 : Kiss My Grits de Jack Starrett
- 1983 : La Taupe (The Jigsaw Man) de Terence Young
- 1986 : Lightning, l'Étalon blanc (Lightning, the White Stallion) de William A. Levey
- 1989 : L'Été des roses blanches (Đavolji raj – ono ljeto bijelih ruža) de Rajko Grlić
- 2008 : In Your Dreams de Gary Sinyor
- 2009 : City of Life (en) d'Ali Mustafa (en)
- 2014 : Margery Booth: The Spy in the Eagle's Nest de Ralph Harvey et Franz von Habsburg-Toskana
- 2023 : 1066 de Robin Jacob

### Actrice de télévision
- 1962 : The Dickie Henderson Show - série télé, un épisode
- 1963 : Swallows and Amazons - série télé, 6 épisodes
- 1963 : ITV Television Playhouse - série télé, 2 épisodes
- 1964 : The Human Jungle - série télé, un épisode
- 1966 : Weavers Green - série télé
- 1967 : Armchair Theatre - série télé, un épisode
- 1967 : Theatre 625 - série télé, 2 épisodes
- 1968 : Mystery and Imagination - série télé, un épisode
- 1968 : The Root of All Evil? - série télé, un épisode
- 1970 : Docteurs en folie (Doctor in the House) - série télé, un épisode
- 1970 : Tales of Unease - série télé, un épisode
- 1970 : Amicalement vôtre (The Persuaders!) - série télé, épisode Les Pièces d'or|1x02 de Roy Ward Baker : Michelle Devigne
- 1973 : Docteur Jekyll et M. Hyde (Dr. Jekyll and Mr. Hyde) - téléfilm
- 1979 : Bizarre, bizarre (Tales of the Unexpected) - série télé, 2 épisodes
- 1982 : The Kenny Everett Television Show - série télé, 2 épisodes
- 1982 : Computercide - téléfilm
- 1984 : Pajama Tops - téléfilm
- 1984 : Masquerade - série télé, un épisode
- 1984 : Histoires singulières (Hammer House of Mystery and Suspense) - série télé, un épisode
- 1986 : Hôtel (Hotel) - série télé, un épisode
- 1986 : Blacke's Magic - série télé, un épisode
- 1988 : Jack l'Éventreur (Jack the Ripper), de David Wickes - minisérie télé : Catherine Eddowes
- 1990 : The Castle of Adventure - série télé, 8 épisodes
- 1990 : Force de frappe (Counterstrike) - série télé, un épisode
- 1992 : Cluedo - série télé, 6 épisodes : Mrs. Peacock
- 1993 : Stay Lucky - série télé, 4 épisodes
- 1995 : The House That Mary Bought - téléfilm
- 1995 : Tales of Mystery and Imagination - série télé
- 2001 : EastEnders - série télé, 25 épisodes

### Productrice de cinéma
- 1988 : Héloïse et Abélard (Stealing Heaven) de Clive Donner
- 1989 : L'Été des roses blanches (Đavolji raj - ono ljeto bijelih ruža) de Rajko Grlić
- 1995 : The House That Mary Bought